# استان اودار میانچی
استان اودار میانی (به لاتین: Oddar Meanchey Province) یک منطقهٔ مسکونی در کامبوج است که در کامبوج واقع شده‌است. استان اودار میانی ۶٬۱۵۸ کیلومتر مربع مساحت دارد.